# Couleurs de l'incendie (film)
Cet article concerne le film. Pour le roman, voir Couleurs de l'incendie.
Pour plus de détails, voir Fiche technique et Distribution.
Couleurs de l'incendie est un film franco-belge réalisé par Clovis Cornillac et sorti en 2022.
Il s'agit d'une adaptation du roman du même nom de Pierre Lemaitre publié en 2018. Ce dernier faisait suite au roman Au revoir là-haut, lui-même adapté au cinéma par Albert Dupontel en 2017.
Le film se déroule en 1929 alors que se tiennent les obsèques du riche banquier Marcel Péricourt, auxquelles le Tout-Paris assiste. Sa fille Madeleine est la seule héritière, après le suicide de son frère Édouard Péricourt quelques années plus tôt. Le sort s'acharne sur elle quand son fils Paul se blesse gravement et devient handicapé. Sans son ex-mari pour l'épauler, Madeleine prend seule la tête des affaires de son père. Elle reçoit des conseils de son oncle, le peu scrupuleux Charles Péricourt. Elle fait face à de nombreux obstacles, à l’adversité des hommes, à la cupidité, à la jalousie et à la corruption, dans une France et une Europe où monte le totalitarisme.

## Synopsis
À Paris, en 1929, lors des obsèques de son père, Madeleine Péricourt (Léa Drucker), assiste horrifiée à la tentative de suicide de son fils Paul (Octave Bossuet). L'enfant en réchappe mais reste comateux dans un fauteuil roulant.
En dépit de son immense chagrin, Madeleine gère tant bien que mal l'immense empire financier que son père lui a légué. Elle repousse les avances de Gustave Joubert (Benoît Poelvoorde), l'ancien adjoint de son père, refuse de venir en aide à son oncle Charles (Olivier Gourmet), un député en grande difficulté financière en raison de ses arrangements véreux. Elle fait obtenir un emploi de journaliste à André Delcourt (Jérémy Lopez), l'ancien précepteur de Paul, par l'intermédiaire de Joubert. Enfin, elle engage Vladi (Jana Bittnerova), que sa dame de compagnie Léonce Picard (Alice Isaaz) présente comme une ressortissante polonaise et ne parlant pas un mot de français - et en réalité slovaque - afin de s'occuper de Paul après avoir vu celle-ci réussir le faire sourire.
Tandis que Paul reprend progressivement goût à la vie grâce à la musique de la cantatrice Solange Gallinato (Fanny Ardant), Madeleine est victime d'un jeu de dupes mené par Joubert, Charles et Delcourt. Ces derniers l'induisent à transférer l'ensemble de ses actifs financiers dans le secteur pétrolier roumain. Alors qu'elle s'apprête à accompagner Paul à un récital de Solange à Milan, Madeleine apprend que le pétrole roumain s'est effondré, la laissant ruinée. En plus de la trahison de Joubert qui s'est associé avec Léonce, Madeleine réalise que Paul avait tenté de se suicider car il subissait les abus sexuels de Delcourt.
Cinq années passent. Madeleine vit désormais dans un petit appartement avec Paul (Nils Othenin-Girard) et Vladi. Joubert a fondé une entreprise de matériel aéronautique, toujours en association avec Charles et avec le soutien du journal de Delcourt.
Elle prépare sa vengeance avec l'aide de Lucien Dupré (Clovis Cornillac), son ancien chauffeur devenu chauffeur de taxi. Ce dernier enquête sur le trio, et découvre que Léonce, désormais mariée à Joubert, est en fait déjà mariée avec un certain Robert Ferrand (Alban Lenoir). Madeleine fait alors chanter Léonce et Robert pour qu'ils espionnent Joubert pour elle en échange de son silence.
Robert se fait embaucher par Joubert dans son entreprise. Il sabote le moteur à réaction fabriqué par Joubert, conduisant à une explosion lors d'un essai de démonstration devant des membres du gouvernement. Joubert voit s'éloigner toute perspective de vente de son moteur à l'État, ce qui constitue une perte financière énorme, Charles qui avait également investi dans l'entreprise perd sa mise, tandis que Delcourt qui avait assuré la promotion au sein de son journal est discrédité.
Madeleine n'en reste pas là : elle charge Léonce de dérober des documents de l'entreprise de Joubert dans le coffre de ce dernier en simulant grossièrement un cambriolage, afin que le commissaire chargé de l'enquête (Olivier Rabourdin) soupçonne Joubert. Elle prend contact avec le directeur d'une banque suisse, qui lui explique la méthode de l'anonymat des comptes bancaires qu'il propose à ses clients : les noms des clients sont remplacés par des numéros, et lui seul connait les équivalences entre numéros et noms, qui sont consignées dans un carnet que le banquier porte toujours sur lui.
Madeleine, Paul et Vladi se rendent à Berlin pour assister à un récital de Solange devant le Führer. Paul est attristé que son idole cautionne ainsi le Troisième Reich. Madeleine se fait passer pour Léonce à l'aide d'une perruque brune et du passeport qu'elle a confisqué à cette dernière. Elle vend à un dignitaire du Reich, le major Dietrich (Johan Heldenbergh), les documents techniques dérobés par Léonce, promettant ainsi à l'Allemagne hitlérienne une avance technologique. Après négociations, le major remet à Madeleine la moitié de la somme convenue en Reichsmarks. Il comprend trop tard que Madeleine l'a trompé en lui remettant des documents portant sur des études anciennes obsolètes.
Solange remplace l'air de la Chevauchée des Walkyries de Richard Wagner, prisé par les dignitaires nazis, par la prière des Hébreux Va, pensiero tirée de Nabucco, de Giuseppe Verdi. Hitler et tous les spectateurs quittent la salle, sauf Paul, qui est reconquis par Solange. Celle-ci est sommée de quitter l'Allemagne sur-le-champ. Elle se trouve dans le même train que Madeleine, fugitive elle aussi, qui réussit à rejoindre la France, avec la complicité de Lucien.
À Paris, Madeleine subtilise le carnet du directeur de banque, le fait dupliquer par un faussaire (Sam Karmann) en lui faisant ajouter des lignes accusant ses cibles ; Lucien cache les billets de banque allemands dans l'appartement de Delcourt pendant que Madeleine dîne avec lui. Ce dernier est arrêté par la police à la suite d'une perquisition, tout comme Joubert.
Vengée, Madeleine pardonne sa trahison à Léonce et lui donne de l'argent pour une nouvelle vie. Elle refait la sienne avec Lucien, devenu son amant, tandis que Paul hérite de l'ensemble des biens de Solange, morte lors de son retour en France.
En épilogue, des cartels livrent le sort des autres protagonistes : Joubert purge une peine de dix-huit ans de prison, et il est terrassé par un cancer à sa sortie ; Delcourt collabore avec les Allemands pendant l'Occupation et se suicide le jour de la Libération, Léonce démarre une nouvelle vie à Casablanca où elle se marie et a six enfants ; Charles, épargné par Madeleine par esprit de famille, marie ses deux filles ; Vladi se marie également et donne naissance à un futur prix Nobel.

## Fiche technique
Sauf indication contraire, les informations mentionnées dans cette section peuvent être confirmées par la base de données cinématographiques IMDb,  présente dans la section « Liens externes ».
- Titre original : Couleurs de l'incendie
- Réalisation : Clovis Cornillac
- Scénario : Pierre Lemaitre, d'après son roman Couleurs de l'incendie
- Musique : Guillaume Roussel
- Décors : Sébastian Birchler
- Costumes : Pierre-Jean Larroque
- Photographie : Thierry Pouget
- Montage : Reynald Bertrand
- Production : Sidonie Dumas
- Coproduction : Cédric Iland
- Production associée : Camille Trumer
- Sociétés de production : Gaumont, La Company et Umedia
- Société de distribution : Gaumont (France)
- Budget : 16 370 000 €
- Pays de production :  France,  Belgique
- Langue originale : français
- Format : couleur — 2,35:1 — son 5.1
- Genre : drame
- Durée : 134 minutes
- Dates de sortie[2] :
  - Bulgarie : 11 octobre 2022 (festival CineLibri (en))
  - France : 22 octobre 2022 (Festival du cinéma méditerranéen de Montpellier) ; 9 novembre 2022 (sortie nationale)
  - Belgique : 9 novembre 2022
  - Québec : 18 novembre 2022

## Distribution
Sauf indication contraire, les informations mentionnées dans cette section peuvent être confirmées par la base de données cinématographiques IMDb,  présente dans la section « Liens externes ».
- Léa Drucker : Madeleine Péricourt
- Benoît Poelvoorde : Gustave Joubert
- Alice Isaaz : Léonce Picard
- Clovis Cornillac : Lucien Dupré
- Olivier Gourmet : Charles Péricourt
- Jérémy Lopez : André Delcourt
- Alban Lenoir : Robert Ferrand
- Johan Heldenbergh : Major Dietrich
- Fanny Ardant (voix chantée : Sandrine Piau[3]) : Solange Gallinato
- Jana Bittnerova : Vladi
- Philippe Ohrel : Adolf Hitler
- Olivier Rabourdin : le commissaire
- Anaëlle Othenin-Girard[4] : Paul, 15 ans
- Octave Bossuet : Paul, 10 ans
- Gilles Privat : M. Renaud, le banquier
- Isabelle Vitari : Louise, la secrétaire des ateliers Joubert
- François Favrat : le ministre
- Sam Karmann : le faussaire
- Boris Terral : le majordome
- Roger Cornillac : le barman / voix off de Marcel Péricourt
- Jean-François Gallotte : l'agent d'entretien

## Production

### Tournage
Le tournage a lieu en fin 2020 et dure 51 jours. Il se déroule à Paris, Montreuil, dans les studios d'Épinay, et quelques jours en Alsace, notamment à Strasbourg (palais universitaire, palais du Rhin), Riquewihr et Sentheim,. La Tchéquie avait été envisagée par la production, mais cette destination a été abandonnée en raison de la pandémie de Covid-19,.

## Accueil

### Accueil critique
En France, le site Allociné donne une moyenne de 3,3⁄5, après avoir recensé 19 titres de presse.
La presse française se montre plutôt favorable à l'adaptation de la suite d'Au revoir là-haut. CNews estime que, « mis en scène de manière très soignée, ce film de fiction historique captivant, dont l'intensité de l'action monte progressivement, est porté par un casting investi ». Pour Le Figaro, il s'agit d'une « fresque riche et foisonnante, un film d’époque en costume, féministe avant la lettre, captivant de bout en bout »,une sorte de « Monte-Cristo au féminin » qui ne manque pas d'épaisseur, et soigne les personnages secondaires. Paris Match y voit un « portrait d’une femme qui s’émancipe, […] une saga familiale […,] et une chronique politique d’un extrémisme en train de gangrener la France ».
Le site aVoir-aLire résume sa critique de la sorte : « Malgré la mise en scène assez classique, Clovis Cornillac réussit son coup grâce à l’écriture de Pierre Lemaitre aussi haletante qu’étincelante. Une joyeuse surprise sur les écrans en début d’automne ». Pour le magazine Première, « les rebondissements y sont parfaitement orchestrés, la mise en scène soignée et discrète loin du tumultueux geste inaugural, l’interprétation impeccable. Mission accomplie. ».
En revanche, les Inrockuptibles sont peu enthousiastes : « Les mêmes costumes, les mêmes dorures, les mêmes tacots de location, les mêmes surcouches de maquillage, les mêmes mouvements de grue… Le récit défile, les acteurs jouent, les violons violonnent, les accessoiristes accessoirisent, et tout ce que l’on voit, c’est un cinéma mort, une espèce de grand barnum clinquant et inerte que l’on a vu mille fois ».

### Box-office
| Pays ou région | Box-office      | Date d'arrêt du box-office | Nombre de semaines |
| -------------- | --------------- | -------------------------- | ------------------ |
| France         | 742 080 entrées | 1er février 2023           | 12                 |

Pour son premier jour d'exploitation en France, Couleurs de l'incendie réalise 43 809 entrées, dont 13 746 en avant-première. Le film se classe deuxième au box-office des nouveautés, derrière le blockbuster américain Black Panther: Wakanda Forever (243 470) et devant Armageddon Time (16 980).
Au bout d'une semaine d'exploitation, le film totalise 302 030 entrées pour une deuxième place au box-office, derrière Black Panther: Wakanda Forever (1 692 183) et devant Mascarade (202 319). En deuxième semaine, le long-métrage réalise 188 727 entrées supplémentaires, toujours pour une deuxième place au box-office, derrière Wakanda Forever (725 543) et devant le biopic Simone, le voyage du siècle (182 807).
Pour sa troisième semaine d'exploitation, Couleurs de l'incendie réalise 129 914 entrées, se plaçant troisième au box-office, derrière Simone, le voyage du siècle (201 751) mais devant Le Menu (124 279), nouveauté de la semaine. En quatrième semaine, le long-métrage frôle les 700 000 entrées en engrangeant 70 833 entrées supplémentaires pour une neuvième place au box-office derrière Le Menu (71 102) et devant Annie Colère (68 373).

## Distinctions

### Nominations
- César 2023 : 
  - Meilleurs costumes
  - Meilleurs décors